# Wereldkampioenschappen schermen 2016
De 64ste wereldkampioenschappen schermen werden gehouden in Rio de Janeiro, Brazilië van 25 tot en met 27 augustus 2016. De organisatie lag in de handen van de FIE. Op het programma stonden de onderdelen die niet werden gehouden op de Olympische Zomerspelen 2016.

## Medailles

### Mannen
| Onderdeel  | Goud | Goud                                                                | Zilver | Zilver                                                    | Brons | Brons                                                          |
| ---------- | ---- | ------------------------------------------------------------------- | ------ | --------------------------------------------------------- | ----- | -------------------------------------------------------------- |
| Sabel team | RUS  | Dmitri Danilenko Kamil Ibragimov Nikolaj Kovaljov Aleksej Jakimenko | HUN    | Tamás Decsi Nikolász Iliász András Szatmári Áron Szilágyi | ROU   | Alin Badea Ciprian Gălățanu Tiberiu Dolniceanu Iulian Teodosiu |

### Vrouwen
| Onderdeel      | Goud | Goud                                                                      | Zilver | Zilver                                                             | Brons | Brons                                                    |
| -------------- | ---- | ------------------------------------------------------------------------- | ------ | ------------------------------------------------------------------ | ----- | -------------------------------------------------------- |
| Floret ploegen | RUS  | Inna Deriglazova Larisa Korobejnikova Aida Sjanajeva Adelina Zagidoellina | ITA    | Martina Batini Elisa Di Francisca Arianna Errigo Valentina Vezzali | FRA   | Gaëlle Gebet Astrid Guyart Pauline Ranvier Ysaora Thibus |

### Medaillespiegel
| Plaats | Land      | Goud | Zilver | Brons | Totaal |
| 1      | Rusland   | 2    | 0      | 0     | 2      |
| 2      | Hongarije | 0    | 1      | 0     | 1      |
| 2      | Italië    | 0    | 1      | 0     | 1      |
| 4      | Frankrijk | 0    | 0      | 1     | 1      |
| 4      | Roemenië  | 0    | 0      | 1     | 1      |
| Totaal | Totaal    | 2    | 2      | 2     | 6      |